# جورج سانتوس
جورج سانتوس (انگلیسی: Georges Santos؛ زادهٔ ۱۵ اوت ۱۹۷۰) بازیکن فوتبال اهل فرانسه است.
از باشگاه‌هایی که در آن بازی کرده‌است می‌توان به باشگاه فوتبال وست برومویچ آلبیون، باشگاه فوتبال کویینز پارک رنجرز، باشگاه فوتبال ترانمره راورز، باشگاه فوتبال والنسین، باشگاه فوتبال شفیلد یونایتد، باشگاه فوتبال آکسفورد یونایتد، باشگاه فوتبال چسترفیلد، باشگاه فوتبال ایپسویچ تاون، باشگاه فوتبال آلفرتون تاون، باشگاه فوتبال گریمزبی تاون، باشگاه فوتبال فلیتوود، و باشگاه فوتبال برایتون اند هوو آلبیون اشاره کرد.
وی همچنین در تیم ملی فوتبال دماغه سبز بازی کرده‌است.